# آثار وسط بيروت
آثار وسط بيروت هي مجموعة من مواقع أثرية تقع فيما ما يعرف الآن «بوسط بيروت» وهي منطقة كانت مأهولة منذ العصر الحجري القديم. يعود تاريخ بيروت إلى أكثر من 5000 عام. تدل أعمال الحفريات الأثرية في وسط بيروت على تنوع الحضارات التي مرت على المدينة، فقد عُثر على طبقات متعددة من الآثار الفينيقية والهيلينية والرومانية والعربية والعثمانية التي تبعد عن بعضها بمسافة ضئيلة.

## الموقع
هي منطقة أثرية وجفرافيتها متوسطة في العاصمة اللبنانية بيروت، حيث يوجد بها العديد من المؤسسات المالية والتجارية والإدارية اللبنانية. تقع على الساحل الشمالي لبيروت وفيها العديد من المعالم المهمة مثل مرفأ بيروت، ساحة الشهداء، السراي الحكومي ومبنى مجلس النواب اللبناني وفندق سان جورج.

## الأثار بحسب الفترات التاريخية

### عصور ما قبل التاريخ

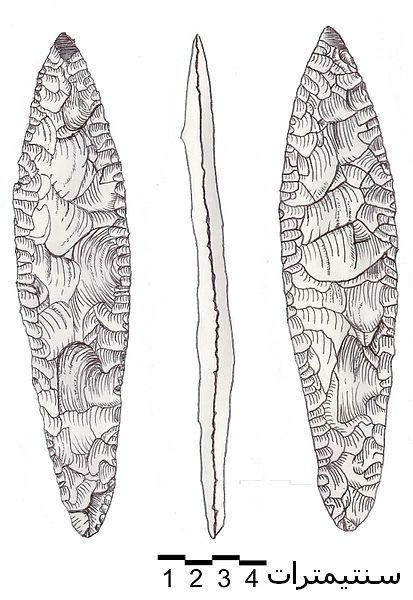
أدوات تقطيع كنعانية مطليّة على أقصى طرفها. يُعتقد بأنها تُشكل جزءًا من مقلاع. صُنعت هذه الأدوات من الصوّان الرمادي النقي، ويُلاحظ أن أجزاءً من جانبيها قد تساقطت بفعل الضغط المستمر عليها. يُحتمل أنها كانت ذات مقبض في عهدها بما أن قاعدها ضيقة بعض الشيء. عُثر عليها في حرم المدرسة الإنجيلية للبنات في منطقة البطركيّة ببيروت.

عُثر في موقعا البطركيّة والبرج، على بقايا فؤوس قديمة، وعلى قبور تعود لأواسط العصر البرونزي، في المنطقة الأخيرة، مما دفع الباحثين للقول أن «تل» بيروت القديم، أو المستعمرة البشرية الرئيسيّة، كانت تقوم في ذاك المكان.

### العصور القديمة

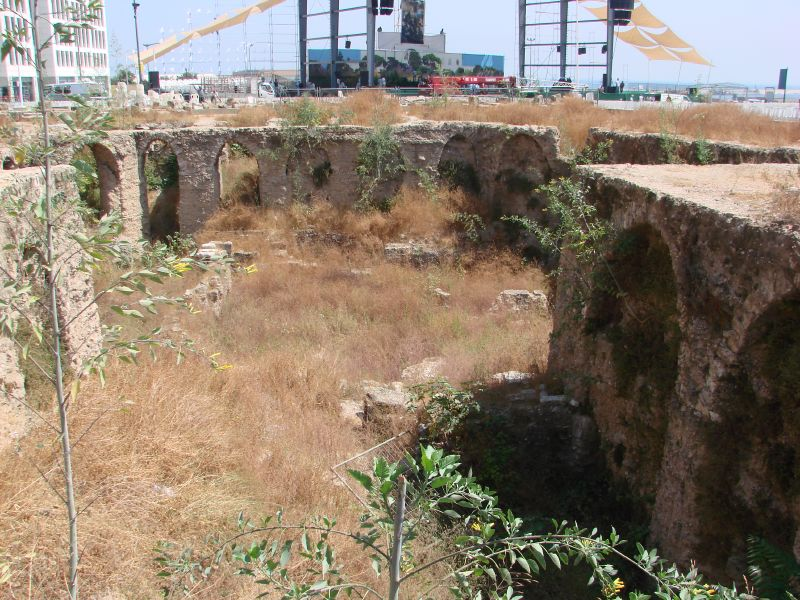
بقايا منشآت فينيقية-رومانية في وسط بيروت، ساحة الشهداء.

بُنيت بيروت من قبل أهل مدينة بيبلوس قبل أربعة آلاف سنة، وما لبثت أن كبرت وعمرت بالسكان وأصبحت مملكة مستقلة على الساحل. وحكمها المصريون القدماء ثم الآشوريين والكلدانيين والفرس بالسيطرة على فينيقيا ومنها بيروت، قبل أن يهزم الإسكندر الأكبر الفرس ويضم المدينة لإمبراطوريته. وفي سنة 140ق.م احتلها ودمرها «ديودوتوس تريفون»، الملك الهيليني، خلال صراعه مع «أنيوخس السابع» للسيطرة على عرش الدولة السلوقية. ومن ثم أعيد بناؤها على الطراز الهيليني وسميت «لاوديسيا الفينيقية». تقع المدينة اليوم على أنقاض تلك التي بناها اليونان. وتشير إحدى الحفريات من سنة 1994 إلى أن شارع «سوق الطويلة» الحديث هو تطور لشارع هيليني أو روماني قديم.
ثماحتل الرومان المدينة عام 64م وحعلوا فيها مستوطنة سميت مستوطنة "جوليا أغسطس بيريتوس السعيدة ومن الأثار التي تركوها هي الحمامات الرومانية. كما اشتهرت بمدرسج القانون. ثم دمرت المدينة اثر زلزال عام 551م. أفقد الزلزال أهمية المدينة في العصر البزنطي.

## أهم الأثار

### التلة
في حوالي العم 2500 ق.م. كانت بيروت الكنعانية قرية صغيرة بنيت فوق تلة تطل على خليج يشكل مرفأ طبيعيا على البحر الأبيض المتوسط. وعندما استوطنها الفنيقيون، جعلوا فيها مرفأين ليمدوا تجارتهم البحرية. حول الرومان مركز محميتهم من التلة واتجهوا إلى منطقة أقرب من البحر بالقرب من ساحة النجمة الحالية. وفي عهد الأمويين، تم بناء محصنات على التلة لتحمي الثغور مما أعاد للمنطقة أهميتها، ثم حولها الصليبيون إلى قلعة. وتعرضت القلعة إلى العديد من الهجمات التي أضرت بها بشكل كبير حتى دمرها الأسطول الروسي عام 1840 ولم يعاد بنرئها وفقدت دورها المهم.

### مرفاء بيروت
بداء مرفاء بيروت كملاذ طبيعي للمراكب الصغيرة يحميه الخليج والامتداد الأرضي فيما يعرف برأس بيروت. ومنذ عام 2500ق.م، سكان التل يردمن البحر بالصخور لتمتين لتوسعة الملاذ وليسمحوا للقوارب الصغيرة باستعماله وحماية قواربهم على الشاطيء. وفي عصري الكنعانيين والفينيقيين، أصبح الملاذ الطبيعي مقسم إلى قسمين والذي كان مازال يعمل أيام حكم البيزنطيين. وقام الرومان بتبليط وتوسعت المرفأ الغربي وهو ما أصبح نواة المرفأ الحالي.

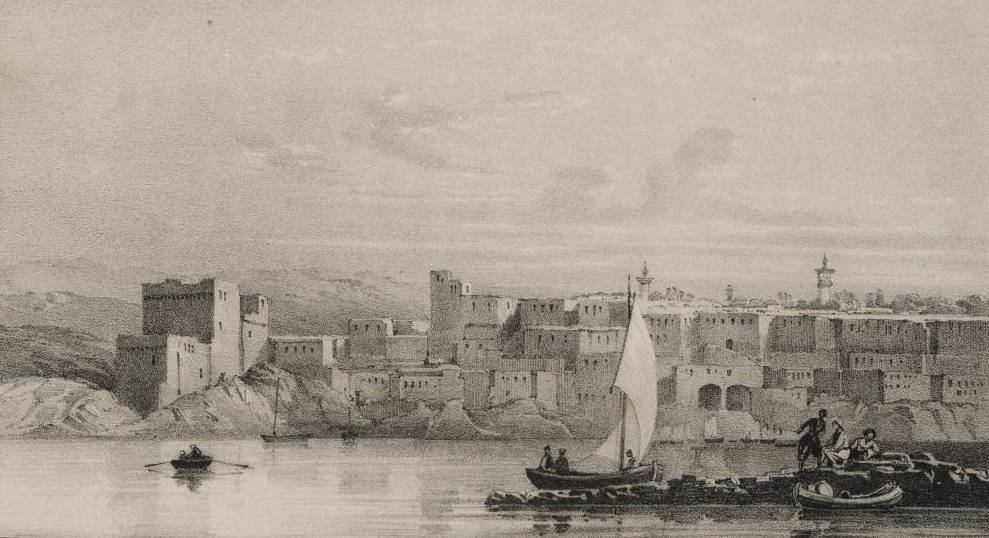
مرفأ بيروت سنة 1841م

في عام 1830، قام إبراهيم باشا بتحويل الملاذ البحري إلى مرفأ وأقام المنارات في الجانب الجنوبي للمرفأ. وفي عام 1887، وسع العثمانيون المرفأ وتحديثه وكان الحائط الذي بنوه في الحوض الأول من الأعمال الهندسية الباهرة في ذلك الزمان. خلال فترة الانتداب، تم توسيع المرفأ بزيادة 800م على الحاجز البحري مما حول المرفأ ليصبح أهم مرفأ لبناني على البحر الأبيض المتوسط.

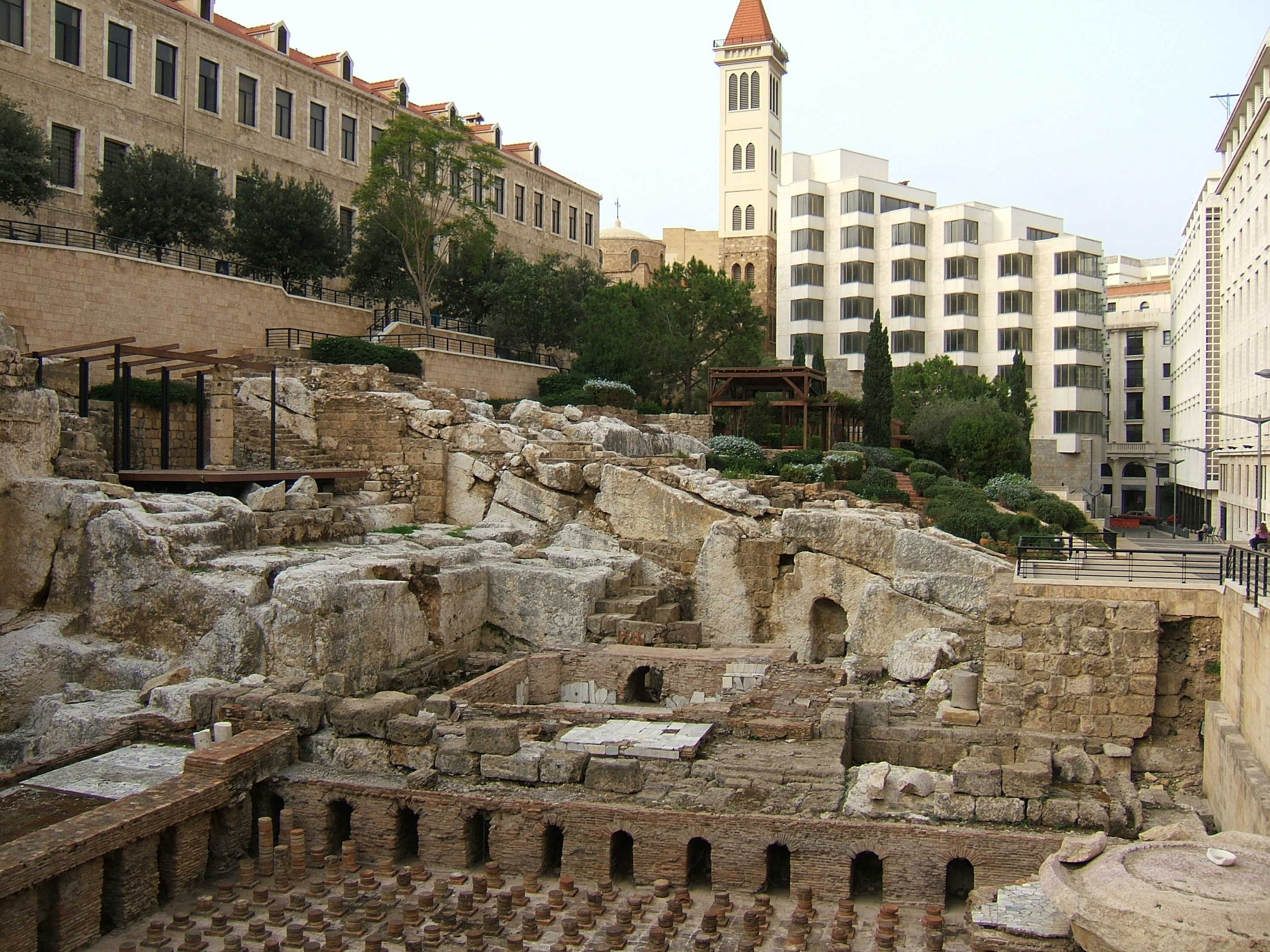
آثار حمامات بيروت الرومانية، وسط المدينة.

### الحمامات الرومانية
بنى الرومان أربع مجمعات حمامية ساخنة كان يستعملها سكان مستوطنتهم ويعتبروا مراكز تجمعات. واليوم، يوجد أثار إحدى هذه الحمامات في منطقة المسارف بوسط بيروت بين شارع البنوك وكنيسة الكبوشيين. وكان الحمامات مؤلفة من غرف متعددة تختلف حرارتها من الدافئة إلى الحارة كان المستحمون ينتقلون من حمام إلى آخر. وكانت الغرف تستمد حرارتها من هواء يأتي من غرف سفلية يتم رفع حرارتها بحرق الخشب. وكان يمر الماء الساخن من تحت بلاط الحمامات لتسخينها. وكان المستخمون يحصلوا على تدليك جسدي بالزبت ويستمتعون باستعراضات المهرجين والموسيقى.
وتم بناء حائط في بيروت الحالية لحماية أثار الحمامات مع الحفاظ على المنظر العام واحيطت بحدائق حديثة لتكون مركز جذب للمواطنين والسياح.

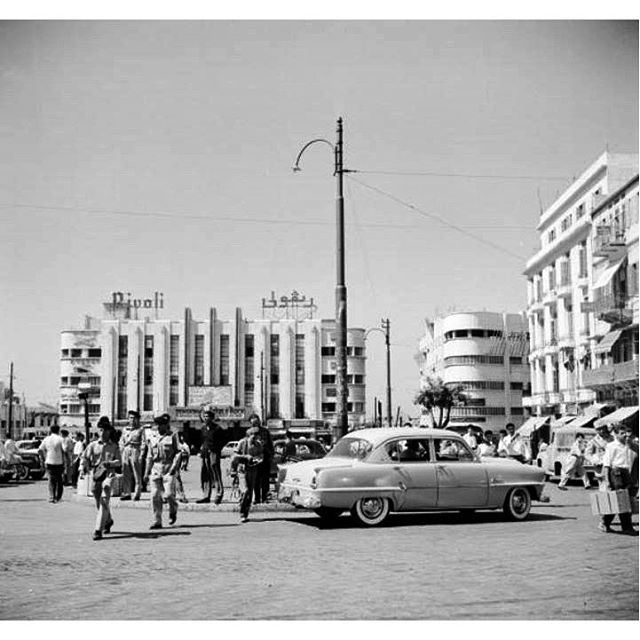
ساحة البرج في بيروت 1955

### مضمار الخيل الروماني
مقالة مفصلة: مضمار سباق الخيل الروماني في بيروت
اظهرت الحفريات الأثرية من منطقة وادي أبو جميل عن أثار لمضمارللخيل القديم حيث كانت تجري سباقات العربات، وكذلك مسرح حيث كان يتم أداء المسرحيات وقتال المصارعون. كان عرض المضمار 42 م وتم توسيعها إلى 88 متر في مرحلة لاحقة. تم بناء بقايا صفوف من بوابات بدء كلتا المرحلتين في محاذاة مقعرة قليلاً تضمن مسافة متساوية لجميع المركبات إلى بداية الحاجز المركزي. وبنتيجة أعمال التنقيب، كشف عن العناصر المعمارية لميدان السباق الروماني ومعالم أخرى من الحقبة الاغريقية. وتبين ان الميدان يتألف من ثلاثة اقسام تشكل وحدات انشائية مكتملة:
1 – المدرجات، وهي تقع في جهتي الموقع الجنوبية حيث لا تزال عناصرها التكوينية محفوظة بصورة جيدة، والشمالية حيث عثر على الاساسات التي كانت تقوم عليها هذه المدرجات.
2 - الحلبة وهي المسطح الترابي الذي كانت تجري عليه عربات الاحصنة، ولا تزال في حال حفظ جيدة.
3 - الشوكة الوسطية وهي عبارة عن منشأة وسطية على طول الميدان كانت تدور حولها الاحصنة خلال السباقات، تقوم على عرض العقار ولا تزال تحافظ على مدماكها الاساسي بالكامل، إضافة إلى مساحة نصف دائرية مرصوفة بالبلاط في طرفها الشرقي تشكل نقطة انعطاف عربات الخيل اثناء السباق.
وينتشر كذلك على ارض المدرجات عدد من اعمدة الغرانيت الرمادية وقواعدها وتيجانها وجدت في مكانها الاصلي وكانت تستعمل كركائز لشاحط من الخشب والقرميد كان يغطي المدرجات وعثر في الموقع أيضا على منشآت من الحقبة الهلنستية يعتقد انها اساسات لبيوت سكنية، إضافة إلى مدافن تعود إلى نهاية تلك الفترة وبداية الحقبة الرومانية.

### حدائق الغفران

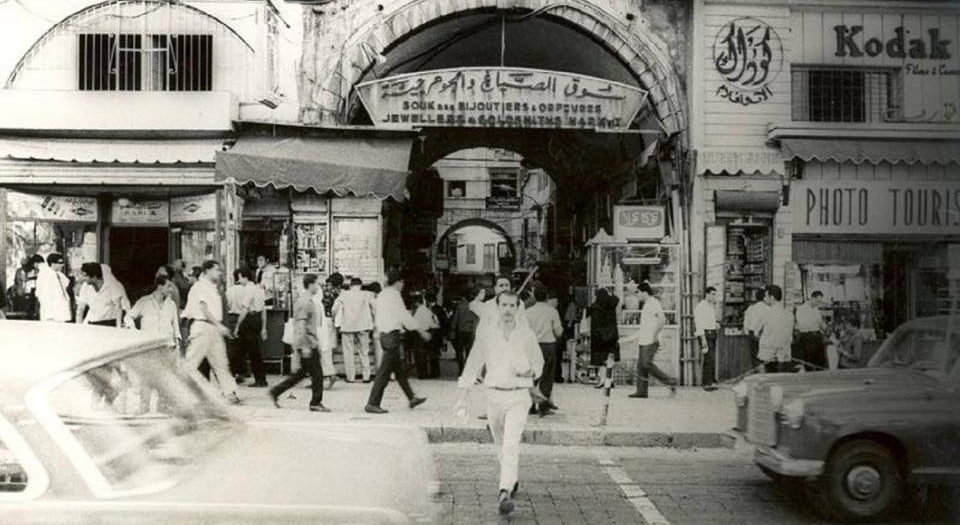
سوق بيروت القديم

تقع حدائق الغفران بين ساحة الشهداء ومحاور شارع المعارض الحالي، وهو عبارة عن منطقة من الآثار التي تكشف عن بعض التعقيد في تاريخ بيروت الثقافي الغني. إنه محاط بأماكن عبادة مختلفة. وفيها اكتشاف زقاقي كاردو وديكيومانوس ماكسيموس، وهما الشارعان الرئيسيان لروميت البيريتوس الرومانية ا. أصبحت أعمدتها المظللة من الأسواق المزدحمة في أيام الاحتفالات. في أوقات أخرى، كان يتردد على الشوارع من قبل طلاب كلية القانون والمواطنين الذين يذهبون إلى المنتدى أو يزورون المعابد والكنائس.
تم العثور خلال الحفريات على منصة مقدسة يرجع تاريخها من الحقبة الفينيقية والفارسية تحت الزقاقين. كما كشف تحتها طبقات من الفترات المملوكية، العثمانية عن مواقع لمختلف الطوائف الدينية ضمن شبكة من الأزقة الضيقة. في أواخر القرن التاسع عشر، حلت شوارع التسوق المستقيمة محل الأزقة، في حين توسعت مواقع العبادة الدينية وأصبحت آثارًا مرموقة. أعيد بناء كنيسة النورية، التي كانت مكانًا للعبادة حضرها مواطنون لبنانيون من مختلف الطوائف، ككنيسة مستقلة في موقعها الأصلي، وتطل الآن على حديقة المغفرة. من المتوقع أن تكون حديقة الغفران الحالي مكانًا للهدوء والتأمل والتفاهم والتسامح.

### أسواق بيروت
تمثل منطقة الأسواق الحالية جوانب من شبكات الشوارع القديمة التي كانت متبعة منذ أوقات ما قبل الرومان.وتم الاحتفاظ وتدعيم الحي الفينيقي-الفارسي وموت وسور المدينة. في القرن السادس قبل الميلاد، امتد حي فينيقي-فارسي بالقرب من الميناء. خلقت الكتل السكنية خطة شوارع متعامدة بقيت لقرون وما زالت موجودة في محاذاة سوق الطويلة. خلال العصور الرومانية - البيزنطية، ازدهرت منطقة الأسواق المنشرة بأعمدة التسوق والفيلات حتى عام 551 ميلادي عندما دمرها الزلزال. يشير علماء الآثار إلى أن بناء جدار المدينة إلى القرن التاسع. تم بناء الجدار والخندق فوق المقبرة الفينيقية التي تظهرها الأطلال الفينيقية والفارسية. . عندما أعاد أمير فخر الدين إحياء صناعة الحرير في القرن السابع عشر، أصبح جزء كبير من منطقة السوق عبارة عن مزرعة للتوت. أدى تطوير الميناء في النصف الثاني من القرن التاسع عشر إلى عدة تغييرات. في عام 1853م تم بناء مركز تجاريلاستضافة القنصليات الأجنبية، ومكاتب التجار ووكلاء الشحن والبنوك ومكتب البريد.
مبنى صغير مقبب هو كل ما تبقى اليوم من الزاوية المملوكية الراحلة. من أواخر العهد العثماني خلال سنوات الانتداب الفرنسية وحتى استقلال لبنان، كانت أسواق بيروت وجهة التسوق الرئيسية للعديد من العملاء. مع الشوارع الضيقة والأزقة المغطاة والأماكن الشعبية، ازدهرت الأسواق حتى اندلاع الحرب الأهلية في عام 1975.

## تنقيبات أخرى

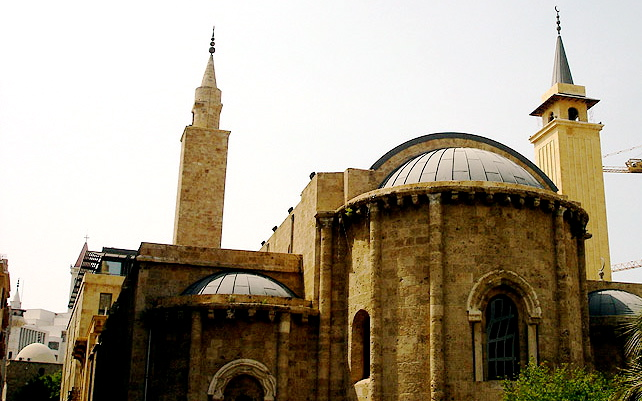
الجامع العمري في وسط بيروت

### المقابر
يوجد بنواحي ساحة الشهداء مقابر من الفترة الأموية والعثماتية مما يدل أن المنظقة خار سور المدينة.

### سرداب
بجانب ساحة النجمة وبالقرب من كتيسة مر جريس الأرثودكسية يوجد سرداب كان يستعمل لممارسة شعائر دينية عبر العصور.

### السور والبرج
يوجد حزء من سور المدينة وأحد أبراجها من أيام الرومان في منظقة الصيفي بالقرب من الكنبسة الأرمنية.

### بيت روماني
تم الكشف في منطق ميناء الحصن على منزل روماني قديم مؤلف من 15 غرفة تم رفع نقاضه ونقلها إلى المتحف الوطني.

### الجامع العمري
هو أكبر الجوامع الموجودة في وسط بيروت، وقد أطلق عليه الاسم تكريماً بالخليفة عمر بن الخطاب. وقد عرف أيضاً باسم جامع فتوح الإسلام. ويذكر بأن هذا الجامع حوّل في عهد الفرنجة إلى كنيسة، ثم قام السلطان صلاح الدين الأيوبي عام 583هـ/ 1187م باستعادته منهم. ولما أعاد الفرنجة احتلال بيروت عام 593هـ/ 1197م حوّلوه إلى كاتدرائية بقيت في حوزتهم حتى عام 690هـ/ 1291م، فاستعاده المسلمون ثانية في عهد الأمير سنجر مولى الملك الأشرف خليل بن السلطان قلاوون. ومنذ ذلك التاريخ هو بيد المسلمين.

### زاوية الامام الأوزاعي

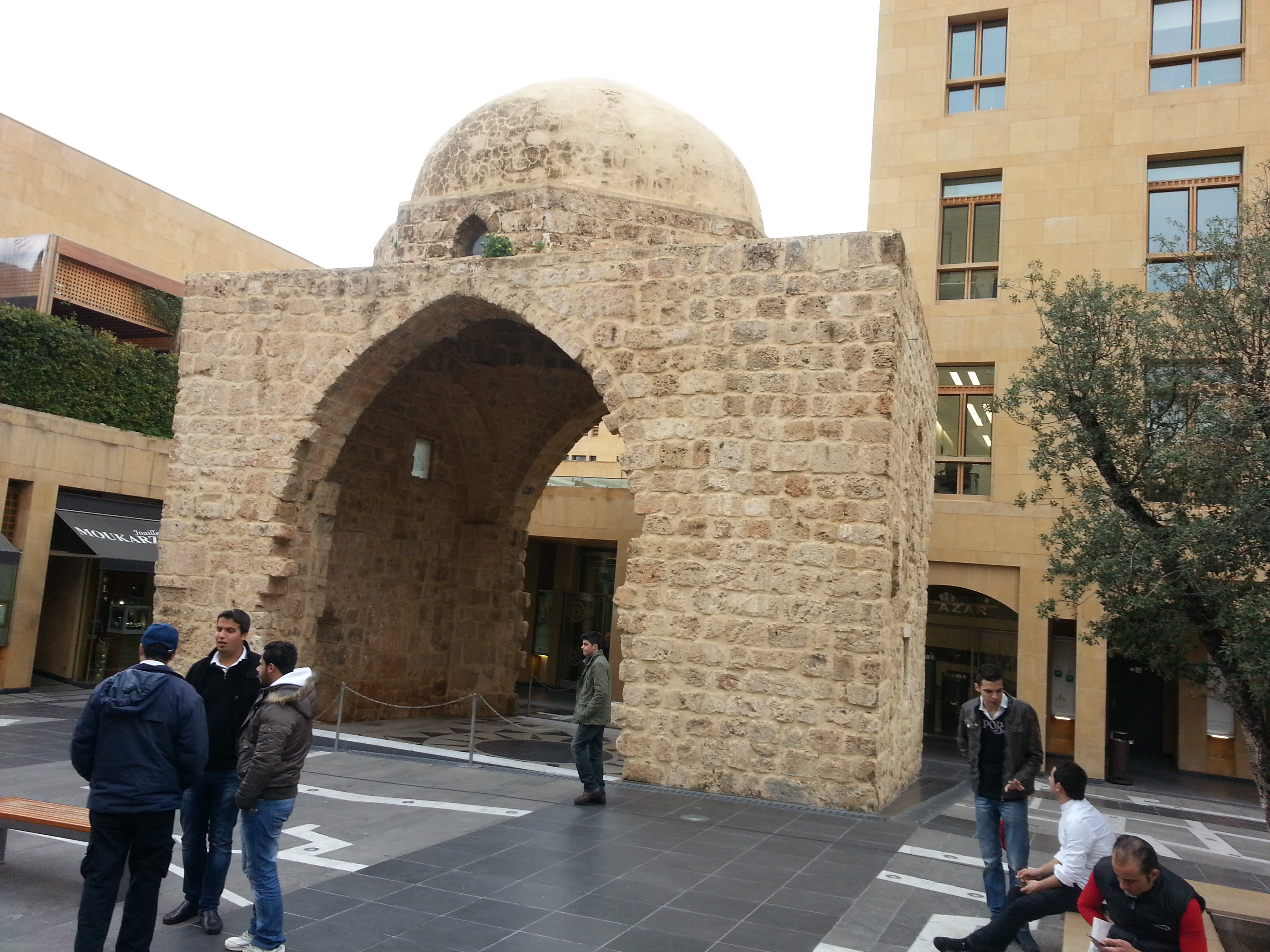
زاوية الإمام الأوزاعي في وسط بيروت التجاري (بيروت القديمة).

زاوية الإمام الأوزاعي في وسط بيروت التجاري (بيروت القديمة). تعرَّضت هذه الزاوية لِلضرر خلال الحرب الأهلية اللبنانية ثم أعيد تأهيلها على يد شركة سوليدير.

### جامع الأمير منصور عساف
أنشاءه الأمير منصور عساف ما بين عامي 1552- 1580م. كما أُطلق عليه اسم جامع دار الولاية. وسمّي بجامع السرايا لقربه من دار الولاية المسماة السراي. كما أشارت بعض المصادر إلى أن نسبته للأمير منصور عساف التركماني. يقع هذا الجامع في قلب بيروت شرقي الجامع العمري الكبير على مدخل سوق سرسق، وتجاه الزاوية الجنوبية الشرقية لبناية بلدية بيروت.